# Ленкавка (річка)
Ленкавка [пол. Łękawka(dopływ Soły)] — гірська річка в Польщі, у Живецькому повіті Сілезького воєводства. Права притока Соли, (басейн Балтійського моря).

## Опис
Довжина річки 17,14 км, найкоротша відстань між витоком і гирлом — 12,19 км, коефіцієнт звивистості річки — 1,47; площа басейну водозбору 100 км². Формується притоками, багатьма безіменними струмками, загатами та частково каналізована.

## Розташування
Бере початок у ґміні Шлемень. Спочатку тече переважно на південний захід через Шлемень та Ґіловицю. Далі тече на північний захід через Рихвалд та Ленкавицю і у місті Живець впадає у річку Солу (Тресненське водосховище), праву притоку Вісли.

## Притоки
- Млинська, Мала Ленкавка, Врацлав, Коцежанка (праві); Черетник, Канювець, Навешник (ліві).

## Цікавий факт
- У селі Шлемень на лівому березі річки розташована початкова школа імені ксьондза Яна Твардовського.

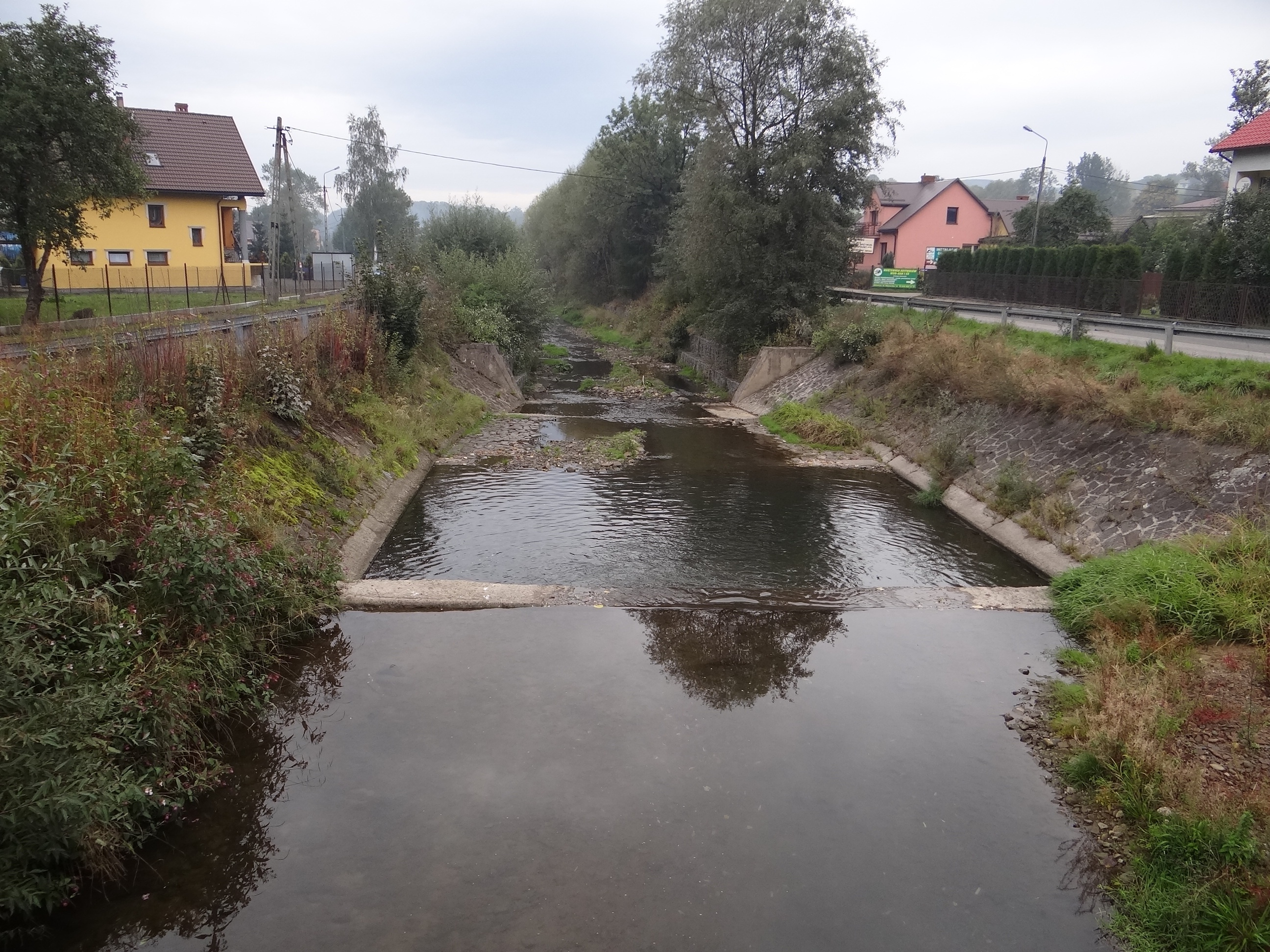
Ленкавка у Ґіловицях